# Pelvicachromis
Pelvicachromis är ett litet släkte fiskar i familjen ciklider som förekommer i Västafrika samt som introducerad art även på Hawaii. De blir som vuxna mellan 5,3 och 12,5 centimeter långa, beroende på art.

## Biotoper
Alla arterna återfinns främst i grunda våtmarker, bäckar och i lugnt vatten i tätt bevuxna floder. De återfinns mer sällan i strandområden i mindre insjöar, och aldrig i någon av Afrikas större sjöar.

## Föda
Samtliga Pelvicachromis är allätare ("omnivora"), och livnär sig huvudsakligen på maskar, små kräftdjur, insekter, småfisk, alger och olika vattenväxter.

## Fortplantning
Alla Pelvicachromis är monogama och leker i grottor eller andra djupa håligheter, och i naturen händer det att de gräver fram egna håligheter bland trädrötter eller liknande. I akvarium leker de gärna i konstgjorda grottliknande strukturer, såsom lerkrukor, PVC-rör, tomma, väl rengjorda skal av kokosnöt och liknande. Det är alltid honan som tar initiativ till leken, ofta genom att locka hanen med en sorts dans framför grottan, med utspända, vibrerande fenor. Honan lägger i allmänhet 50–300 ägg i grottans, gärna i dess tak, varefter hanen befruktar rommen. Äggen kläcks efter 3–8 dygn, beroende på art och vattnets temperatur. Ynglen blir frisimmande 5–10 dygn efter kläckningen. Båda föräldrarna vaktar såväl äggen som de kläckta ynglen, och attackerar alla andra – även betydligt större – fiskar som kanske kommer för nära och kan utgöra ett hot mot avkomman.

## Lista över arter
Släktet omfattar sju arter:
- Pelvicachromis humilis (Boulenger, 1916) – blir 12,5 cm lång, förekommer i Guinea, Liberia och Sierra Leone.[3]
- Pelvicachromis pulcher (Boulenger, 1901) – palettciklid – blir 11 cm lång, förekommer i Benin, Hawaii (introducerad art), Kamerun och Nigeria.[4]
- Pelvicachromis roloffi (Thys van den Audenaerde, 1968) – blir 8 cm lång, förekommer i Guinea, Liberia och Sierra Leone.[5]
- Pelvicachromis rubrolabiatus Lamboj, 2004 – blir 6,5 cm lång, förekommer i Guinea.[6]
- Pelvicachromis signatus Lamboj, 2004 – blir 7,9 cm lång, förekommer i Guinea.[7]
- Pelvicachromis subocellatus (Günther, 1872) – purpurciklid, även kallad rödbukspalett – blir 5,3 cm lång, förekommer i Angola, Kongo-Brazzaville, Kongo-Kinshasa, Gabon samt eventuellt i Nigeria.[8]
- Pelvicachromis taeniatus (Boulenger, 1901) – blir 7,1 cm lång, förekommer i Benin, Kamerun, Nigeria.[9]